# Station Podańsko
Station Podańsko was een spoorwegstation in de Poolse plaats Podańsko.